# Marius Constant
Marius Constant (Bucarest, 25 de febrero de 1925 - París, 15 de mayo de 2004) fue un compositor y director de orquesta rumano de nacimiento, cuya vida transcurrió principalmente en Francia. Su formación musical se inició en Rumania, en 1946 se trasladó a Francia, recibiendo clases en el Conservatorio de París, donde tuvo por profesores a figuras tan prestigiosas como Nadia Boulanger, Olivier Messiaen, Arthur Honegger y Jean Fournet. Compuso a lo largo de su vida numerosos ballets, óperas y piezas instrumentales para solistas, orquesta y grupos de cámara, sin embargo una de sus composiciones más populares es la banda sonora de la serie de televisión The Twilight Zone. En 1963 creó el conjunto Ars Nova, especializado en la interpretación de música contemporánea. Compatibilizo durante varios años su actividad artística con la dirección de una emisora de la radio pública de Francia.